# Љубомир Огњановић
Љубомир Огњановић (21. октобар 1933 — 28. мај 2008) био је југословенски и српски фудбалер.

## Каријера
Играо је на позицији нападача. Остао је у фудбалском клубу Раднички из Београда од 1952. до краја каријере 1967. Одиграо је 198 утакмица за тај клуб и постигао 18 голова. Са Радничким је играо у финалу Купа маршала Тита 1957. године, у ком су поражени од Партизана са 5:3.
За репрезентацију Југославије наступио је на једном мечу. Играо је 8. октобра 1958. пријатељску утакмицу против Мађарске у Загребу (резултат 4:4).